# 山勝最強
山勝最強（日语：ヤマカツエース），是日本純種競賽馬匹。生涯活躍於一哩及中距離賽事，曾勝出新西蘭盃、福島紀念、中山金盃，亦於金鯱賞達成連霸。

## 出賽前
2012年3月22日出生於北海道新日高町岡田牧場，所有權歸於母系馬主山田和夫旗下。
其後交由栗東訓練中心練馬師池添兼雄訓練。

## 競賽生涯

### 2歲
2014年6月22日出戰函館競馬場2歲新馬戰，但於直路稍微失速之下未能堅守位置，最終僅獲得第六。
7月6日出戰2歲未勝利戰，繼續採用先行戰術下於直路瞬間透出，後續繼續跑出優秀的末腳速度下以1 1/4馬位優勢取得冠軍。
其後出戰兩場公開賽，然而未能取得任何勝利。

### 3歲
2015年年初出戰兩場條件戰，於當中勝出其中一場。
2月28日挑戰雅靈頓盃，為其實首次出戰分級賽，但後上不及下僅跑獲第六。
其後縮程出戰獵鷹錦標，保持於後方位置下在彎道開始逐步抽出望空，於直路不斷衝刺爆發出末腳下蠶食大部份對手，最終敗於Tagano Azaghal及實搏活蹄取得第三。
4月11日重返一哩戰線出戰新西蘭盃，繼續採用居中戰術下於中段抽出外疊位置，過彎時經已進入望空的狀態。進入直路後，其瞬間由外方位置衝出並開始追擊前方的對手，最終跑出不俗的速度下成功超越前方賽駒並抵擋後上馬Grand Silk的攻勢，取得首個分級賽冠軍。
5月10日按照計劃出戰NHK一哩賽，但於直路上反應較為遲鈍，未能成功嚮應指揮下以第十三大敗。
稍為休養後於夏季繼續出戰賽事，但於函館紀念中因未能堅守位置被對手超越取得第三，出戰札幌紀念則因為未完全加速而以第四完賽。
進入秋季後，其選擇以富士錦標作為起動戰，然而於比賽途中一直保持內欄位置下，於直路上無法做出有效的突破，最終以第十三大敗。
11月，陣營決定安排其轉戰中距離賽事尋求突破，並以福島紀念作為目標。比賽開始後，其繼續採用先頭戰術，但於第三彎道時經已啟動逐步加速，於第四彎道時更進佔第二的位置。進入直路後，其仍然可以以較為輕鬆的姿態維持速度，最終在中後段超越Mitra繼續拉開對手，以1馬位優勢率先衝線奪冠。

### 4歲
2016年首戰為2000米途程的中山金盃，比賽初段面對霜白絶塵的領放，山勝最強以自身的節奏保持於第五左右的位置，同過第三彎道時逐步發力。進入直路後，其逐步加速迫近前方的霜白絶塵，最終成功超越對手並以3/4馬位取得勝利。
但其後未能維持穩定的表現，於京都紀念中因未能進一步衝刺取得第五，鳴尾紀念再度失利以第六完賽，6月出戰寶塚紀念更因受到變化地的影響未能加速，最終以十三大敗。
進入夏季，其狀態仍未見好轉，於札幌紀念中再度受限於黏地而取得第五，秋季出戰大目標秋季天皇賞亦未能爆發速度跑獲第十五的慘烈戰績。
稍為休養過後於12月上旬出戰金鯱賞，比賽初段進佔有利位置下於第六左右展開推進，但於對面直路稍為放緩墮後至第八。進入直路後，騎師池添謙一指揮其於外檔位置逐步衝刺，於中段進入全速狀態下不斷壓迫前場的賽駒，最終成功於最後一步壓贏率先透出的Paddle Wheel，以頸位優勢取得勝利。
年末緊接出戰有馬紀念，比賽開始後維持於後方內欄位置逐步推進，於第四彎道時未有抽出外檔下繼續於內欄等待時機。進入直路後，其於馬群中央找尋到些少空隙並逐步突破，最終跑出全場最快末腳速度下取得第四。

### 5歲
2017年年初出戰改期更改過後的金鯱賞，賽前取得第一人氣。比賽開始後，其以較為平穩的節奏進佔中團位置，但於比賽後半段經已逐步尋找位置準備加速。進入直路後，其隨即以優秀的反應衝出並不斷蠶食前方賽駒，最終成功超越領放馬Lord Vent d'Or取得勝利，僅時隔3個月就成功連霸此項賽事。
其後以優先出賽權的形式出戰大阪盃，雖然於比賽前半段繼續採用居中的姿態保留體力並於直路開始加速，但最終仍然未能對北部玄駒及善得福造成足夠的威脅，落後兩駒下以第三完賽。
稍為放草後於8月出戰札幌紀念作為秋季賽事的熱身，於其中保持於有利位置下在第三彎道逐步發力，但於直路上未能最大程度堅守位置，最終被櫻花帝王及Narita Hurricane超過下再度獲得第三。
秋季其繼續以中長途賽事作為主軸，但於秋季天皇賞、日本盃及有馬紀念中分別取得第十一、第八及第十。

### 6歲
2018年首戰仍然為金鯱賞，本次比賽選擇先行戰術並於比賽途中保持於第三的位置，但於直路僅能維持均速下未能進入有利局面，最終以第四完賽。
其後再度出戰大阪盃，比賽初段雖然處於約莫第八的位置，但於對面直路逐漸墮後，通過第四彎道時甚至處於第十四名。進入直路後，其於外檔位置奮力衝刺，但仍然無法扭轉局勢，最終後上不及下敗於文雅之士、波斯劍客及艾恩遺跡取得第四。
完成大阪盃後，香港賽馬會原本對其發出邀請，目標為遠征香港出戰女皇盃，然而右前腳出現骨膜炎下最終避戰。
進入夏季，其骨膜炎跡象有所緩和並以復出為目標，然而右前膝再度被檢查出患有韌帶炎，最終陣營決定安排其退役。

### 詳細賽績
| 日期       | 舉辦國家 | 馬場 | 距離   | 級別 | 賽事名稱         | 負重 | 騎師     | 馬號 | 出馬 | 名次 | 時間   | 頭馬（二馬）          |
| ---------- | -------- | ---- | ------ | ---- | ---------------- | ---- | -------- | ---- | ---- | ---- | ------ | --------------------- |
| 22/6/2014  | 日本     | 函館 | 草1200 |      | 2歲新馬          | 54   | 池添謙一 | 11   | 14   | 6    | 1:11.2 | Meiner Espace         |
| 6/7/2014   | 日本     | 函館 | 草1200 |      | 2歲未勝利        | 54   | 藤田伸二 | 2    | 10   | 1    | 1:10.8 | （Apollo no Shinzan） |
| 7/9/2014   | 日本     | 札幌 | 草1200 | OP   | 鈴蘭賞           | 54   | 池添謙一 | 14   | 15   | 2    | 1:10.8 | 法治公義              |
| 27/9/2014  | 日本     | 阪神 | 草1400 | OP   | 銀杏錦標         | 54   | 池添謙一 | 10   | 11   | 6    | 1:22.0 | Navion                |
| 17/1/2015  | 日本     | 京都 | 草1600 |      | 白梅賞           | 56   | 藤田伸二 | 6    | 9    | 4    | 1:35.6 | Narita Star One       |
| 1/2/2015   | 日本     | 京都 | 草1400 |      | 3歲500萬獎金以下 | 56   | 池添謙一 | 11   | 11   | 1    | 1:22.2 | （Kids Light On）     |
| 28/2/2015  | 日本     | 阪神 | 草1600 | GIII | 雅靈頓盃         | 56   | 池添謙一 | 6    | 12   | 6    | 1:36.1 | 年輕力壯              |
| 21/3/2015  | 日本     | 中京 | 草1400 | GIII | 獵鷹錦標         | 56   | 藤田伸二 | 8    | 18   | 3    | 1:22.9 | Tagano Azaghal        |
| 11/4/2015  | 日本     | 中山 | 草1600 | GII  | 新西蘭盃         | 56   | 池添謙一 | 8    | 16   | 1    | 1:34.8 | （Grand Silk）        |
| 10/5/2015  | 日本     | 東京 | 草1600 | GI   | NHK一哩賽        | 57   | 池添謙一 | 11   | 18   | 13   | 1:34.5 | Clarity Sky           |
| 19/7/2015  | 日本     | 函館 | 草2000 | GIII | 函館紀念         | 53   | 池添謙一 | 1    | 16   | 3    | 1:59.7 | 雞蛋甜酒              |
| 23/8/2015  | 日本     | 札幌 | 草2000 | GII  | 札幌紀念         | 54   | 池添謙一 | 8    | 15   | 4    | 1:59.1 | 解密精英              |
| 24/10/2015 | 日本     | 東京 | 草1600 | GIII | 富士錦標         | 56   | 池添謙一 | 8    | 16   | 13   | 1:33.6 | 野田金駒              |
| 15/11/2015 | 日本     | 福島 | 草2000 | GIII | 福島紀念         | 54   | 津村明秀 | 1    | 16   | 1    | 2:02.5 | （Mitra）             |
| 5/1/2016   | 日本     | 中山 | 草2000 | GIII | 中山金盃         | 56   | 池添謙一 | 5    | 13   | 1    | 2:01.2 | （霜白絕塵）          |
| 14/2/2016  | 日本     | 京都 | 草2200 | GII  | 京都紀念         | 56   | 池添謙一 | 1    | 15   | 5    | 2:18.3 | 里見皇冠              |
| 4/6/2016   | 日本     | 阪神 | 草2000 | GIII | 鳴尾紀念         | 56   | 池添謙一 | 10   | 14   | 6    | 1:58.0 | 里見貴族              |
| 26/6/2016  | 日本     | 阪神 | 草2200 | GI   | 寶塚紀念         | 58   | 池添謙一 | 17   | 17   | 13   | 2:14.4 | 勝之石                |
| 21/8/2016  | 日本     | 札幌 | 草2000 | GII  | 札幌紀念         | 57   | 池添謙一 | 7    | 16   | 5    | 2:02.4 | 新寫實派              |
| 30/10/2016 | 日本     | 東京 | 草2000 | GI   | 秋季天皇賞       | 58   | 池添謙一 | 13   | 15   | 15   | 2:00.8 | 滿樂時                |
| 3/12/2016  | 日本     | 中京 | 草2000 | GII  | 金鯱賞           | 56   | 池添謙一 | 13   | 13   | 1    | 1:59.7 | （Paddle Wheel）      |
| 25/12/2016 | 日本     | 中山 | 草2500 | GI   | 有馬紀念         | 57   | 池添謙一 | 4    | 16   | 4    | 2:32.9 | 里見光鑽              |
| 11/3/2017  | 日本     | 中京 | 草2000 | GII  | 金鯱賞           | 57   | 池添謙一 | 6    | 16   | 1    | 1:59.2 | （Lord Vent d'Or）    |
| 2/4/2017   | 日本     | 阪神 | 草2000 | GI   | 大阪盃           | 57   | 池添謙一 | 13   | 14   | 3    | 1:59.1 | 北部玄駒              |
| 20/8/2017  | 日本     | 札幌 | 草2000 | GII  | 札幌紀念         | 57   | 池添謙一 | 3    | 13   | 3    | 2:00.6 | 櫻花帝王              |
| 29/10/2017 | 日本     | 東京 | 草2000 | GI   | 秋季天皇賞       | 58   | 池添謙一 | 5    | 18   | 11   | 2:10.8 | 北部玄駒              |
| 26/11/2017 | 日本     | 東京 | 草2400 | GI   | 日本盃           | 57   | 池添謙一 | 16   | 17   | 8    | 2:25.0 | 高尚駿逸              |
| 24/12/2017 | 日本     | 中山 | 草2500 | GI   | 有馬紀念         | 57   | 池添謙一 | 1    | 16   | 10   | 2:34.4 | 北部玄駒              |
| 11/3/2018  | 日本     | 中京 | 草2000 | GII  | 金鯱賞           | 57   | 池添謙一 | 1    | 9    | 4    | 2:02.3 | 文雅之士              |
| 1/4/2018   | 日本     | 阪神 | 草2000 | GI   | 大阪盃           | 57   | 池添謙一 | 3    | 16   | 4    | 1:58.6 | 文雅之士              |

## 退役後
退役後，山勝最強成為了配種馬，於北海道新日高町Arrow Stud休養，在2019年進行配種。首批子嗣於2020年出生。首批子嗣可於2022年出賽，7月16日經已有中央的子嗣在新馬戰中取勝。

## 血統簡介
父系夏威夷王爲日本賽駒，生涯戰績極爲優秀，僅得一戰未能獲勝，曾勝出一級賽NHK一哩賽及東京優駿（日本打吡），爲日本史上首匹贏得變則二冠的賽駒。祖父金滿寶爲美國生產的法國賽駒，曾三勝一級賽，亦爲近代著名種馬之一。
母系Yamakatsu Marilyn為日本賽駒，生涯僅勝出條件戰級別的賽事。祖父草上飛爲美國生產的日本賽駒，生涯戰績優秀，曾勝出朝日盃三歲錦標及寶塚紀念，亦曾連霸有馬紀念。

### 血統表
| 父線：金滿寶系（淘金者系）                |                                 |             |                 |
| 種馬 夏威夷王 2001年（棗色）              | 金滿寶 1990年（棗色）           | 淘金者      | Raise a Native  |
| 種馬 夏威夷王 2001年（棗色）              | 金滿寶 1990年（棗色）           | 淘金者      | Gold Digger     |
| 種馬 夏威夷王 2001年（棗色）              | 金滿寶 1990年（棗色）           | Miesque     | 雷利耶夫        |
| 種馬 夏威夷王 2001年（棗色）              | 金滿寶 1990年（棗色）           | Miesque     | Pasadoble       |
| 種馬 夏威夷王 2001年（棗色）              | Manfath 1991年（深棗色）        | 最後大官    | Try My Best     |
| 種馬 夏威夷王 2001年（棗色）              | Manfath 1991年（深棗色）        | 最後大官    | Mill Princess   |
| 種馬 夏威夷王 2001年（棗色）              | Manfath 1991年（深棗色）        | Pilot Bird  | Blakeney        |
| 種馬 夏威夷王 2001年（棗色）              | Manfath 1991年（深棗色）        | Pilot Bird  | The Dancer      |
| 繁殖雌馬 Yamakatsu Marilyn 2004年（栗色） | 草上飛 1995年（栗色）           | Silver Hawk | 雷弼圖          |
| 繁殖雌馬 Yamakatsu Marilyn 2004年（栗色） | 草上飛 1995年（栗色）           | Silver Hawk | Gris Vitesse    |
| 繁殖雌馬 Yamakatsu Marilyn 2004年（栗色） | 草上飛 1995年（栗色）           | Ameriflora  | 單色            |
| 繁殖雌馬 Yamakatsu Marilyn 2004年（栗色） | 草上飛 1995年（栗色）           | Ameriflora  | Graceful Touch  |
| 繁殖雌馬 Yamakatsu Marilyn 2004年（栗色） | Except for Wanda 1995年（棗色） | Tejabo      | Deputy Minister |
| 繁殖雌馬 Yamakatsu Marilyn 2004年（栗色） | Except for Wanda 1995年（棗色） | Tejabo      | Cutty           |
| 繁殖雌馬 Yamakatsu Marilyn 2004年（栗色） | Except for Wanda 1995年（棗色） | Unique Gal  | Bold Ruckus     |
| 繁殖雌馬 Yamakatsu Marilyn 2004年（栗色） | Except for Wanda 1995年（棗色） | Unique Gal  | Spin to Win     |
| 雌系：號族：2-k                           |                                 |             |                 |
| 五代內近親交配：北地舞人 5×5×5            |                                 |             |                 |

## 命名由來
名字中，Yamakatsu（ヤマカツ）是馬主山田和夫之冠名，來源不明，香港則將其轉寫為漢字「山勝」，Ace（エース）則有「最強」之意思。

## 外部連結
- 山勝最強 netkeiba.com （页面存档备份，存于）
- 血統表 （页面存档备份，存于）